# La Ceiba (municipalité)
Pour les articles homonymes, voir La Ceiba.
La Ceiba est l'une des vingt municipalités de l'État de Trujillo au Venezuela. Son chef-lieu est Santa Apolonia. En 2011, la population s'élève à 19 031 habitants.

## Géographie

### Subdivisions
La municipalité est divisée en quatre paroisses civiles :
- El Progreso (Zona Rica) ;
- La Ceiba (La Ceiba) ;
- Santa Apolonia (Santa Apolonia) ;
- Tres de Febrero (Tres de Febrero).